# مونسو-ا-اشارنان
مونسو-ا-اشارنان (به فرانسوی: Montceau-et-Écharnant) یک کمون در فرانسه با جمعیت ۱۵۲ نفر است که در Canton of Bligny-sur-Ouche واقع شده‌است.